# Proceedings of the Royal Society
Proceedings of the Royal Society és el títol parental de dues revistes científiques publicades per la Royal Society, mentre que la seva revista inicial, Philosophical Transactions, actualment es dedica a assumptes de temàtica especial. Originàriament una sola revista, es va separar en dues de separades l'any 1905:
- Proceedings of the Royal Society, Series A, la qual publica recerca científica sobre matemàtica, física i enginyeria
- Proceedings of the Royal Society, Series B, que publica recerca sobre biologia

Les dues revistes són actualment les principals sobre recerca científica de la Royal Society. Entre d'altres hi han publicat Paul Dirac, Werner Heisenberg, James Clerk Maxwell, Ernest Rutherford, i Erwin Schrödinger.

## Història
Els Proceedings van començar l'any 1800 com els Abstracts of the Papers Printed in the Philosophical Transactions of the Royal Society of London.

## Accés obert
Encara que els números en curs requereixen una subscripció, els números estan disponibles gratis al web de la revista, subjectes a un retard d'un any en el cas de Proceedings B i de dos anys per a Proceedings A.